# Meteor (film)
Meteor är en amerikansk katastroffilm från 1979 i regi av Ronald Neame.

## Handling
En jättelik meteor är på väg mot jorden. USA och Sovjetunionen måste samarbeta för att spränga meteoren ur sin bana med sina kärnvapenbestyckade satelliter.

## Rollista i urval
- Sean Connery - Paul Bradley
- Natalie Wood - Tatiana Donskaya
- Karl Malden - Harry Sherwood
- Brian Keith - dr Dubov
- Martin Landau - general Adlon
- Trevor Howard - sir Michael Hughes
- Richard Dysart - försvarsministern
- Henry Fonda - presidenten
- Joseph Campanella - general Easton
- Bo Brundin - Rolf Manheim
- Katherine De Hetre - Jan Watkins
- Bibi Besch - Helen Bradley
- Simon Cadell - BBC-reporter